# Energy Sachsen
Energy Sachsen (Eigenschreibweise: ENERGY Sachsen) ist ein privater Hörfunksender, lizenziert am 14. Januar 1993 durch die Sächsische Landesanstalt für privaten Rundfunk und neue Medien, für die Ballungsräume Leipzig/Halle, Dresden, Oberlausitz, Chemnitz/Zwickau. Aus Leipzig wird ein 24-stündiges Vollprogramm für die 14- bis 29-Jährigen produziert und ausgestrahlt.

## Geschichte
Der Sender wurde 1993 von Gerhard Pötzsch als geschäftsführendem Gesellschafter aufgebaut.
Der Sendestart von Energy Sachsen war am 21. Juni 1993. Gründungsgesellschafter waren Schriftsteller, Musiker (Mitglieder der Popband Die Prinzen, der Manager von BAP), Künstler und andere Kreative. Lizenzgeberin für das Corporate Design (Name, Logo…) ist bis heute die französische NRJ Group. In den ersten fünf Jahren wurde auf den Frequenzen ein urbanes Jugendradio mit interaktiven Spartensendungen („Kommunikation und Krach“, „Nur Deutsch“, „1000 Watt“) veranstaltet. Neueinsteiger, Hip-Hop, Punk, Metal und aktuelle Popmusik wechselten sich mit Moderation, Nachrichten, Studiogästen und Lokalgrößen als Gastmoderatoren ab. Täglich wurden in Chemnitz, Dresden und Zwickau sechs Stunden mit eigenen Moderatoren und Sendungen lokal gesendet. Dieses Konzept stellte sich jedoch als finanziell zu kostspielig heraus. Ein Problem stellte auch die Nichtausweisung von Energy Sachsen in der Media-Analyse (ma) dar – ohne ausgewiesene Einschaltquoten waren die Werbezeiten schwer zu vermarkten. Betriebswirtschaftliche Erwägungen bewegten die Gesellschafter zu einer schrittweisen Formatierung des Senders als CHR (Contemporary Hit Radio)-Sender. Die Musikrotation wurde enger, die Lokalfenster wurden regionalisiert, Sendungen wurden neu konzipiert und durchgeschaltet.
Nach der ersten Ausweisung in der Mediaanalyse am 1. April 1998 (51.000 Hörer pro Stunde) wurde die Senderkette zunehmend kommerziell erfolgreicher. Im Jahr 2000 gab es mit „Der große Wechsel“ einen Relaunch. Im Mittelpunkt stand von 6 bis 10 Uhr die Morgensendung (Morningshow) „Knallwach“ mit Freddy, die fast 10 Jahre lief. Im August 2009 und August 2012 wurde das Programmschema umfassend geändert.
Ab 1993 hatten nichtkommerzielle Radios wie coloRadio Dresden feste Sendeplätze auf einzelnen Frequenzen.
Als Gesellschafter treten heute vornehmlich die Frank Otto Medienbeteiligungs GmbH & Co. KG und die NRJ Group auf.

## Programm
Energy Sachsen sendet Wochentags ab 5 Uhr stündlich Nachrichten, in der Morningshow halbstündlich. Ab 11 Uhr werden regionale Nachrichten eingebunden. Anschließend folgen Wetter- und Verkehrsmeldungen für Sachsen und angrenzende Gebiete. In moderierten Stunden werden vor den Nachrichten die Veranstaltungshinweise Was geht?, Der Energy Sachsen Cityguide gesendet. Diese sind wie die Regionalnachrichten in drei Regionen unterteilt: Leipzig, Dresden und Lausitz, Chemnitz und Zwickau.

## Frequenzen
| Stadt       | Frequenz  |
| ----------- | --------- |
| Leipzig     | 99,8 MHz  |
| Grimma      | 93,3 MHz  |
| Dresden     | 100,2 MHz |
| Riesa       | 91,7 MHz  |
| Freiberg    | 96,4 MHz  |
| Döbeln      | 98,3 MHz  |
| Chemnitz    | 97,5 MHz  |
| Zwickau     | 98,2 MHz  |
| Hoyerswerda | 87,6 MHz  |
| Bautzen     | 104,9 MHz |

Seit 31. Januar 2018 wurde Energy Sachsen über DAB+ in einem Small-Scale-Versuchsbetrieb der SLM in Leipzig auf Kanal 6C und Freiberg auf Kanal 10D übertragen. Mit dem Übergang in den Regelbetrieb am 31. Januar 2020 war der Empfang zwischenzeitlich nur noch im Raum Leipzig über DAB+ möglich, die Ausstrahlung in Freiberg wurde eingestellt. 
Seit 2023 ist das Programm über folgende Frequenzblöcke im DAB+-Modus in Sachsen empfangbar:
| Region   | Kanal |
| -------- | ----- |
| Leipzig  | 10 A  |
| Dresden  | 7 A   |
| Chemnitz | 8 A   |

## Höreranteil, Reichweite
Energy Sachsen hat etwa 72.000 Hörer in der Durchschnittsstunde.

## Programmleitung
- Oliver Harrington, Programmdirektor (seit März 2012)

## Moderatoren
- Maximilian „Music“ Rauh, „Knallwach mit Energy Sachsen, Franzi und Max Music am Morgen“
- Franziska Hellriegel, „Knallwach mit Energy Sachsen, Franzi und Max Music am Morgen“
- Nick Weinreich, „Energy Sachsen am Vormittag mit Nick at work“
- Anne Tausch, „Energy Sachsen am Nachmittag mit Anne“
- Nando Schwikal, „Energy Sachsen Brandneu mit Nando“
- Annelie Franke, „Energy Sachsen Weekend Vibes mit Elzy“

## Empfang
Das Programm wird in Leipzig produziert und terrestrisch sowie digital über das Internet verbreitet.